# Raión de Maguilov
Maguilov (en bielorruso: Магілёўскі раён) es un raión o distrito de Bielorrusia, en la provincia (voblast) de Maguilov. 
Comprende una superficie de 1907 km².

## Demografía
Según estimación 2010 contaba con una población total de 43166 habitantes.